# Isabelle des Baux
Isabelle des Baux (En italien :Isabella del Balzo)  (24 juin 1465, Minervino Murge - 22 mai 1533, Ferrare),  reine consort de Naples, est la fille de Pierre des Baux, duc d'Andria, et de Maria Donata Orsini, et l'épouse de Frédéric Ier de Naples, roi de Naples.

## Biographie
Isabelle était la fille de Pierre des Baux, duc d'Andria et prince d'Altamura, et de Maria Donata Orsini de Venosa. Son père avait servi comme grand connétable du royaume de Naples, mais avait été assassiné par strangulation en 1487. Isabelle était en 1483 fiancée à l'héritier de Naples, François (1461 - †1486), mais il mourut avant leur mariage. Son père est emprisonné pour avoir participé à un complot contre le monarque. Isabelle était alors fiancée à l'héritier suivant de la couronne de Naples, Frédéric. Le but du mariage était d'annexer les territoires de ses parents au royaume de Naples. Dans le contrat de mariage, elle était déclarée héritière des territoires de ses parents, malgré le fait qu'elle n'était pas leur aînée, ce qui signifiait que ses fiefs devaient être hérités par sa descendance et plus tard, intégrés dans la maison royale napolitaine.
Le 28 novembre 1487 à Andria, Isabelle épousa le prince Frédéric Ier de Naples. Il était le deuxième fils de Ferdinand Ier de Naples et de sa première épouse, Isabelle de Clermont. Lors du mariage, elle a été déclarée duchesse régnante d'Andria et Venosa et princesse régnante d'Altamura. Après le mariage, elle est restée au château d'Andria dans les Pouilles, plutôt que de rejoindre la cour royale de Naples. En 1495, pendant la guerre contre la France, Isabelle reçut l'ordre de Frédéric de prendre le contrôle du château de Bari et de réparer ses fortifications, ce qu'elle fit. Elle gère l'administration du territoire et sa fiscalité, et engage également des négociations avec les Français. Elle est cependant forcée de fuir à Brindisi, et a ensuite rejoint son époux à Otrante, avant de s'installer à Lecce.
Le 7 septembre 1496, Frédéric succède à son neveu Ferdinand II de Naples car sans descendance. Isabelle est devenue sa reine consort pendant cinq ans. Au moment de la succession, Isabelle était à Lecce. Elle en est informée le 12 octobre et demande à le rejoindre à Naples. Son voyage vers Naples passe par de nombreuses villes du royaume, où elle a reçu des célébrations en tant que reine. Elle fut cependant bloquée en cours de route à Arienzo après qu'une rébellion eut éclaté et n'atteignit Naples qu'en octobre 1497. Ce n'est qu'en février 1498 qu'elle put retrouver Frédéric en tant que reine à Naples. Une alliance du roi Louis XII et du roi Ferdinand II d'Aragon avait poursuivi la revendication du prédécesseur de Louis, Charles VIII, sur Naples et la Sicile. En 1501, leur alliance déposa Frédéric, Naples s'est d'abord retrouvée la propriété de Louis.
Frédéric et Isabelle passèrent les années suivantes en exil. Isabelle s'est d'abord réfugiée à Ischia avec ses enfants en août 1501, mais a ensuite suivi Frédéric en France, où il a reçu une allocation. En 1503, ils s'installent dans le duché du Maine. Frédéric mourut à Tours le 9 novembre 1504. Sa mort causa de graves difficultés financières à Isabelle. Elle trouve refuge pour elle-même et ses jeunes enfants dans le duché de Ferrare sous la protection du neveu de Frédéric, Alphonse Ier d'Este, et y a vécu jusqu'à sa mort, sans jamais se remarier. Elle a passé le reste de sa vie dans la pauvreté et s'est appuyée sur la charité de ses proches. En 1526, elle demande l'aide du pape pour subvenir aux besoins de ses filles.
De son mariage avec Frédéric naquirent 5 enfants :
- Ferdinand d'Aragon, duc de Calabre (15 décembre 1488 – 1550). Marié en premières noces à Germaine de Foix (dont c'est le troisième mariage) puis en secondes noces à Mencia de Mendoza y Fonseca, marquise de Cenete et veuve d'Henri III de Nassau-Breda.
- Julie (1492 – 10 mars 1542). Mariée à Jean Georges de Montferrat.
- Alphonse (1499–1515).
- Isabelle (1500-1550).
- César (1501–1501/03).

Isabelle a été décrite par Baldassare Castiglione comme l'exemple idéal d'une femme et d'une reine pour avoir bravement enduré ses nombreuses épreuves par la foi.